# Tour Higginson
La tour Higginson (anglais : Higginson Tower) est un observatoire astronomique construit en 1830 au cœur du village de Vankleek Hill en Ontario (Canada). Construite à l'origine comme moulin à vent par Thomas Higginson, elle a été convertie lors de la même décennie en observatoire astronomique privé. La tour a été désignée comme bien patrimonial par le canton de Champlain en 1996. Elle a été ensuite restaurée de 2006 à 2007.

## Histoire
La tour Higginson a été construite vers 1830 par le lieutenant-colonel Thomas Higginson (1794-1884), un Irlandais qui a émigré au Canada en 1819 et s'est établi à Vankleek Hill en 1829. En 1830, il construit un moulin à vent. À la suite de l'échec du projet en raison de l’insuffisance du vent, ce dernier l'a converti en observatoire privé au cours des années suivantes.
Thomas Higginson était un homme bien en vue dans la communauté. Il a été le second maître de poste de Vankleek Hill. Il a été aussi élu conseiller lors de la formation du conseil régional en 1844, surintendant des écoles de Prescott-Russell et agent pour la Banque du Haut Canada (en). En 1856, il cède un terrain adjacent à la tour pour l'église anglicane Saint-John. Il fonde en 1857 le Mechanics' Institutes (en) de Vankleek Hill et en devient le premier président.
En 1866, en réponse à l'appel du gouvernement du Canada face à la menace des raids féniens, la milice de Prescott se réunit chez le lieutenant-colonel Higginson le 9 mars 1866. Il est fort probable que la tour ait servi de poste de guet durant cette période.
La tour Higginson a été désignée comme bien patrimonial le 23 septembre 1996. Phil Arber, propriétaire de la galerie Arbor, qui est située dans l'ancienne maison de Thomas Higginson, fait don au canton de Champlain du terrain de la tour. Le comité de la tour Higginson récolte alors 75 000 $CA dans le but de restaurer la tour. La municipalité fait l'acquisition du terrain le 8 février 2016 et les travaux de restauration, sous la supervision de l'architecte Denis Séguin, débutent au cours de l'été 2006. Les travaux son terminés au cours du printemps 2007.